# لانا كوندور
لانا تيريز كوندور (بالإنجليزية: Lana Condor)‏ (ولدت تران دونغ لان؛ 11 مايو 1997) ممثلة فيتنامية أمريكية، صنعت انطلاقتها من خلال أداء دورها الأول لشخصية (يوبيل) في فيلم رجال إكس: نهاية العالم عام 2016، لتشارك بعده في فيلم عيد الوطنيين.

## الأعمال
- رجال-إكس: نهاية العالم
- عيد الوطنيين
- أليتا: ملاك المعركة
- إلى جميع الأولاد الذين أحببتهم من قبل

## روابط خارجية
- لانا كوندور على موقع IMDb (الإنجليزية)
- لانا كوندور على موقع ميتاكريتيك (الإنجليزية)
- لانا كوندور على موقع روتن توميتوز (الإنجليزية)
- لانا كوندور على موقع قاعدة بيانات الأفلام العربية
- لانا كوندور على موقع ألو سيني (الفرنسية)
- لانا كوندور على موقع أول موفي (الإنجليزية)
- لانا كوندور على موقع قاعدة بيانات الفيلم (الإنجليزية)
- لانا كوندور على موقع ليتربوكسد (الإنجليزية)
- لانا كوندور على موقع كينوبويسك (الروسية)
- لانا كوندور على موقع ANN person (الإنجليزية)